# Alison Williamson
Alison Williamson (n. 3 noiembrie 1971, Melton Mowbray, Anglia, Regatul Unit) este o arcașă ce a reprezentat Regatul Unit al Marii Britanii și al Irlandei de Nord, medaliată olimpică. A participat la 6 ediții ale Jocurilor Olimpice (1992, 1996, 2000, 2004, 2008, 2012) în care a câștigat o medalie de bronz.